# Oliver Hollenstein
Oliver Hollenstein (* 1985 in Korbach) ist ein deutscher Journalist und Buchautor.

## Leben
Hollenstein ist Mitglied der Chefredaktion der Westdeutschen Allgemeinen Zeitung. Zuvor war er Nachrichtenchef des Manager Magazins, Redakteur und Teamleiter bei der Wochenzeitung Die Zeit sowie Reporter bei der Süddeutschen Zeitung und der Deutschen Presse-Agentur.
Als Investigativjournalist recherchierte Hollenstein mit verschiedenen Kolleginnen und Kollegen zu diversen Themen: Er deckte unter anderem auf, wie groß der Einfluss der russischen Mafia in bayrischen Gefängnissen war, wie der Flughafen Lübeck an einen dubiosen chinesischen Investor verkauft wurde und wie Firmen dubiose Geschäfte mit Krebsmedikamenten machten.
Gemeinsam mit Oliver Schröm enthüllte Hollenstein die Cum-ex-Affäre von Olaf Scholz. Die Recherchen lösten in der Bürgerschaft in Hamburg einen Parlamentarischen Untersuchungsausschuss aus. Über ihre mehrjährigen Recherchen haben sie den Spiegel-Bestseller „Die Akte Scholz. Der Kanzler, die Macht und das Geld.“ geschrieben.

## Auszeichnungen
2013: Wächterpreises der deutschen Tagespresse der Stiftung „Freiheit der Presse“ in der Kategorie Volontärspreis
2013: Axel-Springer-Preis für Junge Journalisten
2021: Deutscher Journalistenpreis in der Kategorie „Bank und Versicherung“
2022: Wirtschaftsjournalist des Jahres (mit Oliver Schröm)
2023: Stern-Preis (ehemaliger Nannen-Preis) in der Kategorie „Republik“

## Werke
- mit Oliver Schröm: Die Akte Scholz. Der Kanzler, das Geld und die Macht. Ch. Links Verlag, Berlin 2022, ISBN 978-3-96289-177-0.